# Neoimbecilla latiplata
Neoimbecilla latiplata är en insektsart som beskrevs av Dietrich och Dmitry A. Dmitriev 2006. Neoimbecilla latiplata ingår i släktet Neoimbecilla och familjen dvärgstritar. Inga underarter finns listade i Catalogue of Life.